# Landesregierung Ender VI
Die Landesregierung Ender VI bildete die Vorarlberger Landesregierung in der XIII. Gesetzgebungsperiode des Vorarlberger Landtags von der Wiederwahl Otto Enders am 14. Juli 1931 bis zum Ende der Gesetzgebungsperiode 1932. Der Regierung Ender VI folgte 1932 die Landesregierung Ender VII nach.

## Wahl der Landesregierung
Nach der Rückkehr des ehemaligen Bundeskanzlers Otto Ender in die Landespolitik legte der bisherige Landeshauptmann Ferdinand Redler sein Amt ebenso wie der Landesstatthalter Martin Schreiber nieder. Ender wurde in der Folge am 14. Juli 1931 mit 22 von 28 Stimmen gewählt. Eine Stimme war auf seinen Vorgänger Redler entfallen, fünf waren leer geblieben. Zum neuen Statthalter war der bisherige Landeshauptmann Redler mit dem gleichen Ergebnis gewählt. Die Zusammensetzung der Landesräte hatte sich durch die Neuwahlen nicht geändert.

## Regierungsmitglieder
| Amt               | Name                      | Partei | Ressorts |
| ----------------- | ------------------------- | ------ | -------- |
| Landeshauptmann   | Otto Ender                | CSP    |          |
| Landesstatthalter | Ferdinand Redler          | CSP    |          |
| Landesrat         | Josef Kennerknecht        | CSP    |          |
| Landesrat         | Johann Josef Mittelberger | CSP    |          |
| Landesrat         | Bernhard Neyer            | CSP    |          |
| Landesrat         | Josef Rüf                 | CSP    |          |
| Landesrat         | Fritz Preiß               | SDAP   |          |